# 萨默塞特府
萨默塞特府（英語：Somerset House），是一座位於英國倫敦市中心河岸街南側的大型文艺复兴建築群，俯瞰泰晤士河，位於滑铁卢桥以東。這座乔治时代的四合院建築建在一座帝舵時期的宮殿，即舊索美塞特府的原址上。該宮殿最初於1547年屬於索美塞特公爵。現今的薩莫塞特府由威廉·钱伯斯爵士設計，於1776年開始建造，並於1831年和1856年分別向東、西兩側擴建了维多利亚时代的外翼。早期，建築物的原址直接臨泰晤士河，直到19世紀60年代後期维多利亚堤岸公園大道的修建才改變了這一格局。
這座宏偉的喬治王朝建築最初被設計為大型公共建築，內設有各類政府辦公室和公益社會組織。如今，薩莫塞特府的主要租戶為與藝術和教育相關的各種機構。

## 歷史

### 16世纪

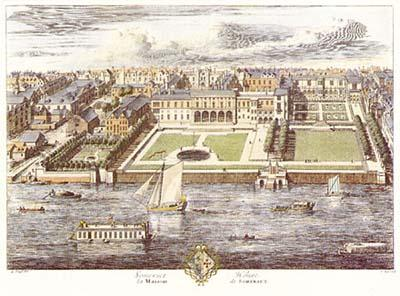
詹·基普（Jan Kip）绘制的老萨府出现在1722年的出版物中。这是一幢占地广阔而形状不规则的综合建筑物。由于翼楼建于不同历史时期，建筑整体风格也显得混杂。图中四座花园广场后面的建筑即是萨府。

16世纪，位于泰晤士河北岸伦敦和西敏之间的地块，成为贵族阶层建造豪宅的理想位置。1539年，赫特福德伯爵爱德华·西摩获得英王亨利八世许可，正式拥有“伦敦城门圣殿关之外切斯特坊”的土地。1547年，爱德华六世即位，由于他年幼多病，国舅西摩成为护国公，并晋升为萨默塞特公爵。1549年左右，西摩推倒了衡平法庭（Inn of Chancery）及其邻近建筑，开始为自己建造一幢豪宅。解散修道院之后，他拆除了部分圣保罗大教堂，教堂的部分庙堂和回廊因此成为萨默塞特府的建筑材料。萨默塞特府是一幢四合院式的两层建筑，从大门拾阶而上，可以依次进入建筑的三个楼面。它是英格兰最早的文艺复兴建筑之一，然而设计师的名字已经无从知晓。
西摩在议会里树敌甚夥，没等萨府完工，他就在权力斗争中失势，于1552年登上了塔丘（Tower Hill）的断头台。“萨默塞特坊”（Somerset Place）随即为王室所有，摇身一变成为王室宫苑。若干年里，它的主人是伊丽莎白公主。在姐姐玛丽一世统治期间，公主就在萨府生活。她于1558年登基英格兰王位，成为女王伊丽莎白一世。然而，建筑的匠作和装修工程，不仅进展缓慢，而且耗资不菲。1598年，約翰·史鐸提到萨府的时候，还说它“没有完工”。

### 17世纪
17世纪，萨默塞特府先后成为詹姆士一世王后、查理一世王后和查理二世王后的居所。詹姆斯六世及一世的王后安妮来自丹麦，萨默塞特府因此更名“丹麦后宫”（Denmark House）。安妮王后不惜代价扩建后宫，建筑师伊尼戈·琼斯当时参加了设计。值得一提的是，在1630年到1635年期间，琼斯还为查理一世信仰罗马天主教的王后亨利耶塔·玛丽亚专门建造了一座小礼拜堂。这得到方濟嘉布遣會的支持。礼拜堂建在大庭的西南方向，同时附设有一座小型的墓园。今天，人们经过四合院下方的甬道时，可以看到墙上镶嵌着当年的一些墓碑。
英国内战结束了王室对萨默塞特府的占有。1649年，议会决定出售萨府，实物作价11万8千英镑，这个金额相当优惠，然而还是没有买主。不久萨府被派上新用场。议会把部分建筑改为军部，不仅为议会军总司令（Parliamentary Commander-in-Chief）费尔法克斯设立了官邸，还为一些议会要人配备了宿舍。1658年，奥利弗·克伦威尔在萨府去世。
两年之后即1660年王政復辟，王太后亨莉雅妲·瑪利亞也回到了英国。她着手萨府扩建，拟在河岸另外打造一个雄伟的正面。扩建方案由伊尼哥·琼斯生前设计，他已经于1652年在萨府去世。然而，在竣工之前的1665年，亨利耶塔·玛丽亚又回到了法国。这以后，萨府成为查理二世王后布拉甘扎的凯瑟琳（Catherine of Braganza）的临时居所。人们普遍认为，这里是天主教会酝酿阴谋的温床，萨府因此蒙上恶名。政治家埃德蒙·贝瑞·戈弗雷爵士（Sir Edmund Berry Godfrey）之死是当时最大的疑团。有人揣测，他是在萨默塞特府被天主教徒殺害，然后被移尸并抛弃在报春花山（Primrose Hill）山沟。泰特斯·欧茨（Titus Oates）就利用人们的这种成见编造《教皇陰謀》的细节。
1685年，克里斯托弗·雷恩爵士对萨府进行过翻新。在1688年光荣革命后，萨默塞特府开始了漫长的圮毁过程。1692年，查理二世的王后凯瑟琳离开了英格兰。以后，入住萨府就意味着王室的恩宠或礼遇。这也意味着，萨府的维护费用没有了着落，它会无可挽回地慢慢走向残破。18世纪，萨默塞特府终于和王室脱离了关系。加纳莱托旅行英伦期间，萨府的河岸花园阳台已经向公众开放，他分别从上游和下游取景，两次将萨府纳为绘画素材。当时。萨府主要用于仓储，也招待海外来宾，也用作部队营房。长期遭遇冷落、日渐残破圮毁的老萨默塞特府，终于在1775年被拆除。

### 钱伯斯爵士的设计

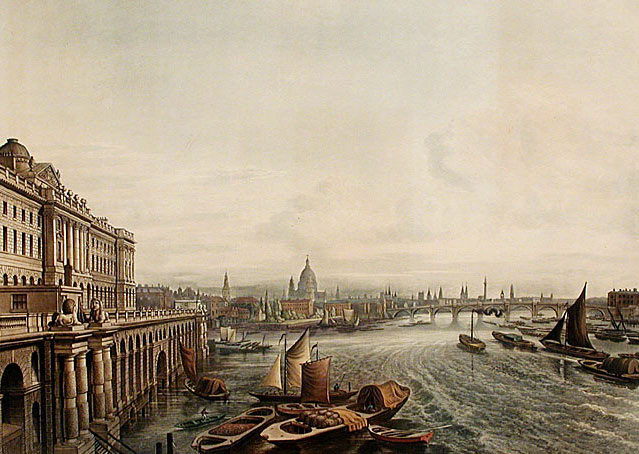
加纳莱托画作中的萨府南翼，1817年

18世纪中期，关于伦敦匮乏大型公共建筑的话题热闹一时。政府部门和学术团体都蜷缩在城市各处逼仄而陈旧的建筑里。倘若和新大陆首都比较的话，民族自信心有可能发生动摇。因此，埃德蒙·伯克极力鼓吹所谓“国家建筑”（national building）的形象工程。1775年，议会通过一项法案，拟在萨默塞特府址和河岸萨沃伊庄园（Manor of Savoy）兴建公共事务机构。法案清单上列出的机构包括“盐业（Salt Office）、印花（Stamp Office）、所得（Tax Office）、海军（Navy Office）、海军给养（Navy Victualling Office）、博彩（Publick Lottery Office）、稗贩（Hawkers and Pedlar Office）、马车（Hackney Coach Office）、王室土地（Surveyor General of the Crown Lands Office）、备用金审计（Auditors of the Imprest Office）、管道（Pipe Office）、兰开斯特公国（Office of the Dutchy of Lancaster）、康沃尔公国（Office of the Dutchy of Cornwell）、诏令（Office of Ordinance）、船东（King's Bargemaster's House）、驳船（King's Bargehouses）。”
威廉·钱伯斯爵士获得两千英镑年薪，负责设计和建造新的萨默塞特府。新萨府于1775年开工，而钱伯斯爵士也把他生命中的最后20年，都倾注到了这项事业之中。托马斯·德福（Thomas Telford）是施工队伍里的一名普通石匠，后来却成为一位杰出的土木工程师。小托马斯·哈德维克（Thomas Hardwick Jr）在钱伯斯的学生中比较知名，他也以学徒的身份参与了部分工程，后来还为恩师撰写过一部短篇传记。1780年，面对河岸街的北翼首先竣工。北翼的立面，沿用了伊尼哥·琼斯的设计，原来是准备用于河岸南翼的。
余下工程的具体进展今天已经无法确悉。英法战争直接导致资金匮乏、工程延误。钱伯斯于1796年去世，多数建筑在詹姆斯·怀亚特手中完工。1801年，工程还在持续。1819年，装饰工程还没有完成。不计东西两厢之后的伦敦大学国王学院和新翼，单是这幢四合院，耗资就在50万英镑左右。
当时还没有堆筑河岸堤防，河水直接舔舐着建筑南翼。南翼开设着三座大型的拱门，汽船、驳船都可以从中进入院内。

### 19世纪
新萨府固然壮丽，还是留下了缺憾。在钱伯斯原来的设计中，东西两厢之外还要附建东西翼楼。由于经费问题，工程并不完整。后来，政府把东翼土地拨给伦敦大学国王学院。学院依靠捐募得来资金，于1829年到1834年间兴建了校舍。校舍一应建筑的座向和风格，按照政府的要求，都与钱伯斯留下的设计吻合。其后，土地需求日益旺盛，西翼暨工程的最后一步也有望完成。首先建起的一排房屋成为在南翼工作的海军军部（Admiralty）官员的宿舍。宿舍在1851年到1856年间拆除，由新版的西翼取而代之。已经过去150年了，守旧的英国人还把它叫做新翼。今天，萨默塞特府看上去像是联排房屋，和钱伯斯的设计多少有些出入。
萨府里的学术组织包括皇家学会、伦敦文物学会和钱伯斯襄助创办的皇家研究院。皇家研究院曾经是萨府的重要租户。伦敦大学也曾经入驻过萨府。19世纪70年代，这里还能看到学术组织的身影。

### 20世纪至今
在第二次世界大战中，萨默塞特府也遭遇了兵燹。破坏性较大的空袭有两次。第一次是南翼，包括16个房间和漂亮的纳尔逊旋转楼梯（Nelson Stair），都被炮火彻底摧毁。第二次发生在1940年10月，炮弹直接落到西厢，炸毁了27个房间。至于窗户破碎、栏杆倒塌，更是不胜枚举。1941年5月，不列颠战役结束，最糟的日子过去了。
南翼维修工程在20世纪50年代正式启动。战后初年，技艺娴熟的石匠相当稀缺。阿尔伯特·理查森（Albert Richardson）爵士被任命为维修工程的建筑师。他心灵手巧，不仅复原了纳尔逊会议室（Nelson Room），还再造了纳尔逊旋转楼梯。1952年，耗资8万4千英镑的维修工程终于完成。西厢的检察官办公室（Solicitors' Office）和政府组织（今人力资源）部门（Establishments），早就为恶劣的办公条件而抱怨不休，至此就都搬进了南翼。

## 行政功能

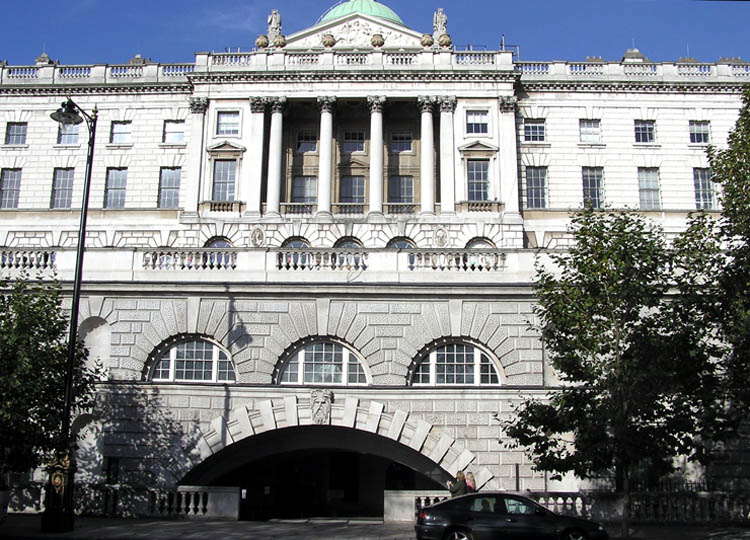
从泰晤士河河岸看萨府南翼

在早年栖身萨府的政府部门之中，海军军部无疑最为煊赫，相传纳尔逊在这里工作过一段时间。这个传闻其实没有根据，倒是纳尔逊的长兄莫里斯（Maurice）曾经受雇于此。今天，南翼的一间会议室仍然以纳尔逊命名。在这个优雅的套间里，可以看到挂在墙上镜框中的纳尔逊遗嘱复件。
19世纪上半叶，萨府中的政府部门还有济贫法委员会（Poor Law Commissioners）和什一税委员会（Tithe Commissioners）。1837年，司职英格兰和威尔士两地出生、婚姻和死亡证明的注册总署，也来到萨府北翼安家，并在随后近150年的时间里没有再挪过窝。注册总处记录的历史信息，如今都保存在英国国家档案馆里。1837年，政府设计学校（Government School of Design）在萨府创办，它是后来皇家艺术学院的前身。1853年，因为注册总处办公空间不足，学校迁出了萨府。
在新楼落成伊始就入驻萨府的政府机构当中，印花和所得两个税收部门可谓是财富的象征。其他的机构频繁地出入萨府，它们却财大气粗、根深蒂固，占用的萨府空间也是最多。20世纪70年代，税收部门让出了部分地盘，萨府北翼终于向公众开放。
1849年，印花、所得和销售（Excise Department）三个税收部门进行了合并，组成了国内税务局（Inland Revenue），继续使用萨默塞特府办公。2005年，国内税务局又与女皇陛下关税和消费税局（HM Customs and Excise）合并，组成了女皇陛下税务和海关总署。合并后不久，总署高管就搬到议会街100号女皇陛下财政部大楼办公，而总署下属的各个职能部门，仍然占据着萨府的东西两厢和西翼。2009年初，情况终于发生了变化。人们亲眼目睹了总署职员离开老巢的情形，他们成群结队地穿过河岸街，前往对面布什大楼中的新办公室。这情形难免让人动容。2004年，新的联合王国最高法院还在筹备，就有人提议把它设在萨府的西翼。这个提议无果而终，法院最后入驻了米德尔塞克斯市政厅。

## 文教之家

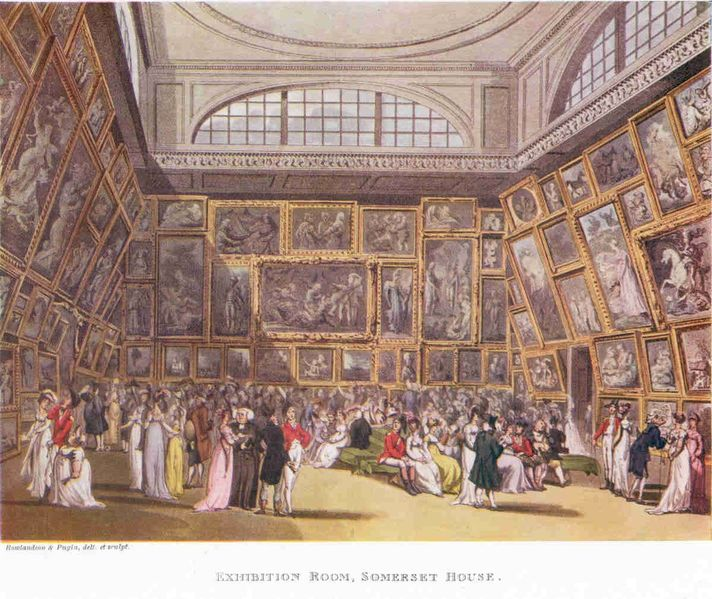
由托马斯·若安德森（Thomas Rowlandson）和奥古斯都·查尔斯·普金（Augustus Charles Pugin）设计建造的萨府展厅，现为科陶德画廊的一部分，1800年

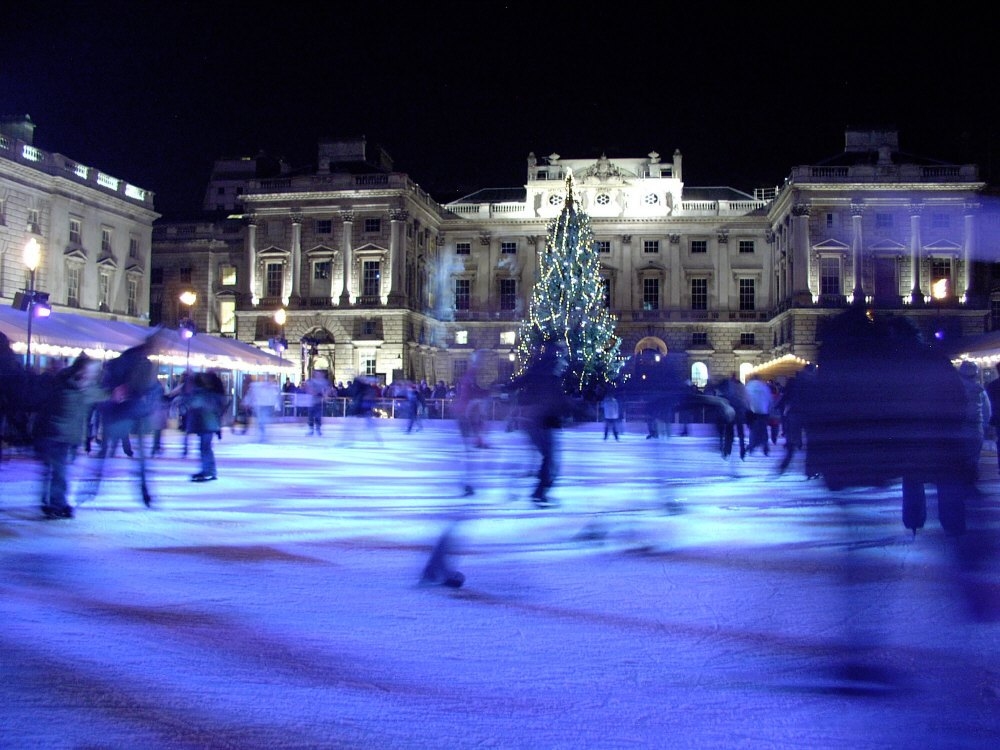
萨府中庭的溜冰场，2004年圣诞节

萨默塞特府曾经接纳的文教组织计有皇家学院、政府艺术学校、皇家学会和文物学会。19世纪初期，它们和地质学会（Geological Society）一起，搬到皮卡迪利街的伯林顿府。
20世纪晚期，萨默塞特府又因其视觉艺术中心的地位而再度崛起。科陶德艺术学院率先入驻萨府，在展藏18世纪以前的大师杰作和19世纪的印象主义绘画方面，科陶德画廊堪称艺林重镇。1990年代后期，萨府中庭结束了行政部门停车场的功能。南面阳台在改造翻新后向游客开放，站在这里，人们可以俯瞰泰晤士河风光。唐纳德·因费尔联合公司（Donald Install & Associates）在保护历史建筑方面具有技术优势，他们派出了建筑师来监督这些改造和翻新工程。在游客中心里，人们可以通过视听设备，了解萨府的沧桑历史。伦敦市长的官用驳船焕然一新，静静地泊在河岸边。在饱览河岸美景之后，游客们还可以去小店购物，在咖啡馆里休憩。吉尔伯特藏展（Gilbert Collection）以装饰艺术著称，而从圣彼得堡冬宫的埃尔米塔日博物馆租借来的藏品，则专门陈列在埃尔米塔日展厅里。它们荟萃一堂，定能让游人大饱眼福。这两个艺展已经分别在2008年和2007年结束。2009年6月，吉尔伯特的藏品搬到维多利亚和阿尔伯特博物馆的新艺廊里继续展出。萨默塞特府正在积极整合资源，以尽快推出新的艺展项目。
冬季里，萨府大庭成为露天溜冰者的乐园。而在其他季节，散放出晶莹曼妙水花的喷泉，也会让游人流连忘返。如果赶巧碰上一场临时音乐会，这时的萨府俨然又是艺术的殿堂了。每年的7月，这里都会举办名为“仲夏音乐季”（Summer Series）的活动。到这里表演过的艺人，有棒棒仙女（Bat For Lashes）、雪警合唱团、莉莉·艾伦、艾米·怀恩豪斯等。一年一度的夏季文娱活动也少不了露天电影。如今，伦敦大学国王学院音乐系也在萨府东厢。
2006年1月1日，英国广播公司以萨府为主要外景，制作了庆贺新年的电视直播节目，由新闻女主播娜塔莎·开普林斯基（Natasha Kaplinsky）担纲主持。在英剧《军情五处》的《名流》（Celebrity）一集中出现的白金汉宫，实际上是萨默塞特府。由凯拉·奈特利和拉尔夫·费因斯主演的2008年电影《公爵夫人》，在2007年10月来萨府拍摄部分场景。由盖伊·里奇导演，裘德·洛和小罗伯特·唐尼主演的2009年电影《大侦探福尔摩斯》，也在2008年来萨府取景。

## 钱伯斯设计的影响
查爾斯·布爾芬奇设计的麻省议会大厦，从1795年开始兴建，素以风格轻盈、精致、细腻著称。实际上，它直接模仿了钱伯斯设计的萨默塞特府。。

### 書籍
- Borer, Mary Cathcart The City of London: A History. New York: McKay, 1977 (pp 156)
- Humphreys, Rob.  5. Rough Guides Ltd. 2003: 165–6. ISBN 1843530937. somerset house.
- Stow, John A Survey of London. Reprinted from the Text of 1603. Ed. Charles Lethbridge Kingsford. 2 vols. Oxford: Clarendon, 1908 (2:394–395)

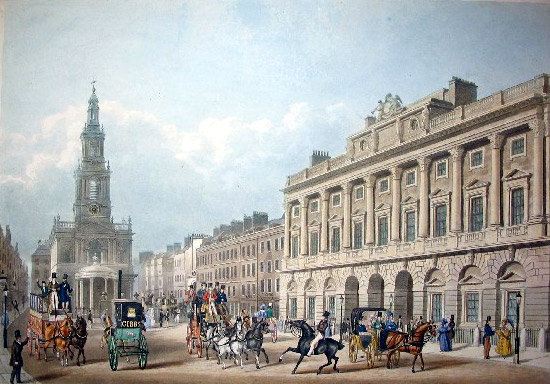
萨府立面和圣母教堂，河岸街，1836年

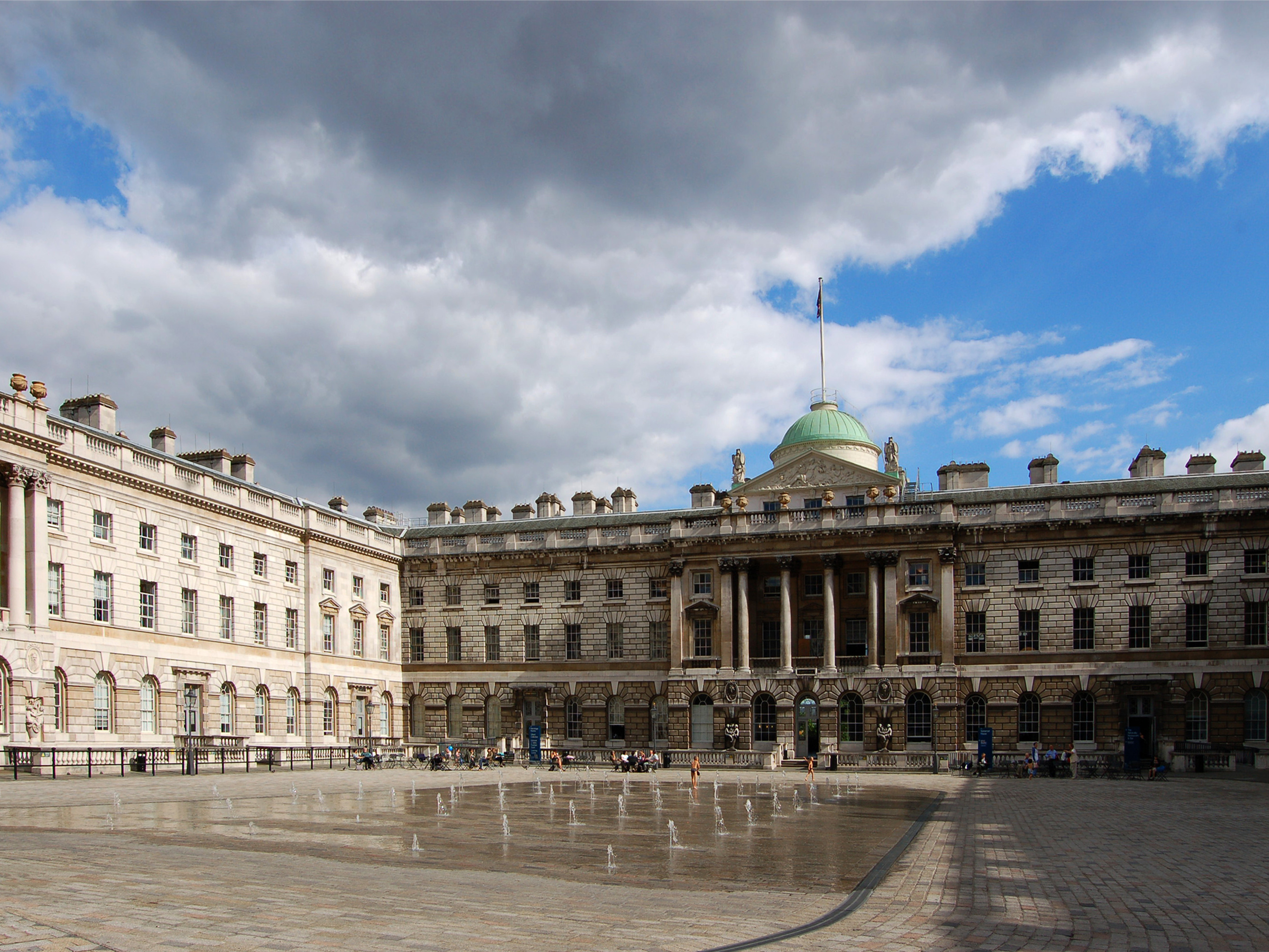
萨府中庭的乐舞喷泉安装于1990年代

- Thurley, Simon;  et al. Etherington-Smith, Meredith , 编. . Somerset House Trust/Cultureshock Media. 2009. ISBN 978-0956266903.